# 塞缪尔·菲利普斯 (牧师)
塞缪尔·菲利普斯（1690年2月17日 – 1771年6月5日）是马萨诸塞安多福镇南教堂的第一位牧师。塞缪尔的儿子约翰·菲利普斯创立了菲利普斯埃克塞特学院，而他的孙子小塞缪尔·菲利普斯创办了菲利普斯学院，并且成为了马萨诸塞州副州长。

## 早年生活
塞缪尔·菲利普斯于1690年2月17日出生于马萨诸塞湾省塞勒姆镇。他是塞缪尔·菲利普斯（Samuel Phillips）和玛丽·爱默生（Mary Emerson）的第二个孩子、长子。塞缪尔·菲利普斯1704年入读哈佛大学，1708年毕业。在切巴科（Chebacco）教学了一年后，塞缪尔开始准备当牧师。

## 圣职

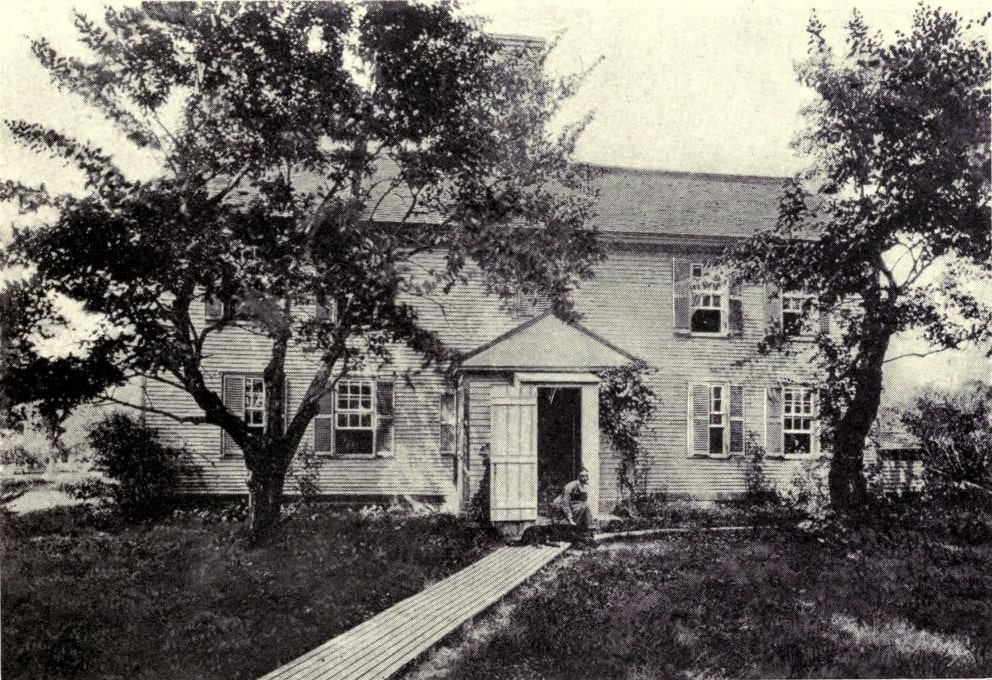
塞缪尔·菲利普斯牧师在安多福南教堂的故居

塞缪尔·菲利普斯在诺顿当了一段时间的牧师。他获得了教区信众的尊敬，被请去诺顿的新教堂讲道。但是，由于之前汤顿教区的牧师施加了负面影响，塞缪尔没有被正式地任命圣职。
1710年，塞缪尔来到安多福新建的南教堂当牧师。他在那年的4月30日开始讲道。12月12日，教区一致同意任命他当牧师。然而，塞缪尔考虑到他年纪尚轻，推辞了牧师的任命。1711年10月17日，塞缪尔被正式任命为南教堂的第一位牧师。

## 婚姻与子女
塞缪尔·菲利普斯的妻子是汉娜·怀特（Hannah White，1691 – 1773年1月7日）。汉娜来自马萨诸塞的黑弗里尔，是约翰·怀特（John White）和莉迪亚·吉尔曼（Lydia Gilman）的女儿。塞缪尔和汉娜于1712年1月17日成婚。他们共生育了五个子女：
1. 玛丽（Mary）（1712年11月30日 – 1737年11月24日），于1736年10月12日与一位远亲萨缪尔·阿普尔顿（Samuel Appleton）成婚，25岁时死于难产。[7][12]
2. 塞缪尔（Samuel）（1715年2月13日 – 1790年8月21日）是一位教师、商人、安多福南教堂的执事，马萨诸塞州议会代表，马萨诸塞州州长委员会（英语：Massachusetts Governor's Council）委员。他于1734年毕业于哈佛大学。塞缪尔是菲利普斯学院的创始人之一，于1778-1790年任学院董事会主席。他的儿子小塞缪尔·菲利普斯是学院的主要创始人。[13][14][15]
3. 莉迪亚（Lydia）（1717年6月10日 – 1749年11月4日）于1742年5月18日与帕克·克拉克博士（Dr. Parker Clark）成婚，育有四名子女。[16][12]
4. 约翰（John）（英语：John Phillips (educator)）（1719年12月17日 – 1795年4月21日）是一位教师、商人、法官、达特茅斯学院的董事。他于1735年毕业于哈佛大学。他是菲利普斯学院的创始人之一，并且是菲利普斯埃克塞特学院的主要创始人。[16]
5. 威廉（William）（英语：William Phillips Sr.）（1722年6月25日 – 1804年1月15日）是一位商人、议员、参议员，参加了马萨诸塞州宪法（英语：Constitution of Massachusetts）的制宪会议。他是波士顿老南教堂的执事，也是菲利普斯学院的董事。[16]

汉娜于1773年1月7日过世，享年82岁。

## 过世和遗产
塞缪尔·菲利普斯于1771年6月5日过世。在他当牧师的时候，他为2,143人施洗，其中包括30名成年人。他的教区信众数量亦从35人增到了1711年的573人。他同其他菲利普斯家族的成员葬于马萨诸塞州安多福镇南教堂的墓地。

## 出版著作
在他一生中，塞缪尔·菲利普斯出版了涵盖许多主题的著作，以下全部列出：
| 标题 | 出版年份 |
| --- | -------- |
| 《献给尼古拉斯·诺伊斯和乔治·库尔温的悼词》（Elegy upon the death of Nicholas Noyes and George Curwen）                     | 1718     |
| 《论四季》（A word in Season）                                                                                             | 1727     |
| 《三篇平白实用的谈话》（Three plain, practical Discourses）                                                                | 1728     |
| 《对孩子的忠告》（Advice to a Child）                                                                                      | 1729     |
| 《救世主的历史》（The History of the Saviour）                                                                             | 1738     |
| 《正统的基督徒》（The Orthodox Christian）                                                                                 | 1738     |
| 《一位牧师向他信众的宣告》（A Minister's Address to his People）                                                           | 1739     |
| 《为巴纳德先生在亚彼尔·亚伯特先生的葬礼上的布道所作前言》（A Preface to Mr. Barnard's funeral sermon for Mr. Abiel Abbot） | 1739     |
| 《在马萨诸塞炮兵团选举上作的布道》（Artillery Election Sermon）                                                            | 1741     |
| 《寻求活水》（Living Water to be had for Asking）                                                                          | 1750     |
| 《大选布道》（A Sermon at the General Election）                                                                           | 1750     |
| 《在塞缪尔·钱德勒牧师任职典礼上的布道》（A Sermon at the Installation of Rev. Samuel Chandler）                            | 1751     |
| 《责备罪人拒绝寻求基督》（Sinner's Refusal to come to Christ Reproved）                                                    | 1753     |
| 《在年度牧师大会上的布道》（Sermon at the Anniversary Convention of Ministers）                                            | 1753     |
| 《人归向基督时，神指引的必要》（The Necessity of God's Drawing, in Order to Man's Coming unto Christ）                     | 1753     |
| 《在拿单·霍尔特任圣职典礼上的布道》（Sermon at the Ordination of Nathan Holt）                                             | 1759     |
| 《给邻居的时令劝告》（Seasonable Advice to a Neighbor）                                                                    | 1761     |
| 《对青年人的宣告》（Address to Young People）                                                                              | 1763     |
| 《关于称义的谈话》（Discourse on Justification）                                                                           | 1766     |
| 《关于自杀的布道》（A Sermon on Suicide）                                                                                  | 1767     |